# Guernica (film, 1950)
Pour les articles homonymes, voir Guernica (homonymie).
Pour plus de détails, voir Fiche technique et Distribution.
Guernica est un film français de court métrage réalisé par Robert Hessens et Alain Resnais, sorti en 1950

## Synopsis
Le 26 avril 1937, le petit village basque de Guernica n'était pas attentif à l'aviation allemande. 2 000 personnes, des citoyens inoffensifs, allaient mourir. Comme des millions de gens dans le monde, Pablo Picasso a été choqué, et a transmis son émotion sur un grand tableau en noir et blanc. Le film, sur un texte inspiré de Paul Éluard reprend des œuvres de Picasso, dont le célèbre Guernica de 1937, et redonne, alors que le franquisme connaît un tournant, un nouvel écho à l'œuvre de Picasso, à l'événement historique et au combat des républicains.

## Fiche technique
- Titre : Guernica
- Réalisateur : Robert Hessens et Alain Resnais
- Scénario : Paul Éluard, inspiré de l'œuvre de Pablo Picasso
- Photographie : Henry Ferrand
- Montage : Alain Resnais
- Producteur : Pierre Braunberger
- Musique : Guy Bernard
- Son : Pierre-Louis Calvet
- Tourné en France
- Format : Noir et blanc - 35 mm - 1,33:1 -  Son mono
- Genre : Court métrage documentaire
- Durée : 13 minutes

## Distribution
- Maria Casarès - voix féminine
- Jacques Pruvost - voix masculine